# Brouwerij Tack

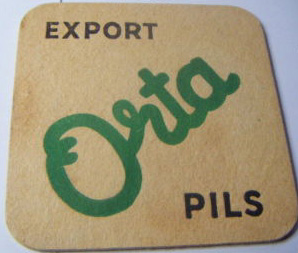
Bierviltje.

Brouwerij Tack is een naam die gegeven werd aan twee voormalige bierbrouwerijen, ze waren gevestigd in de Belgische stad Kortrijk. Pierre Tack was een telg uit de familie en bracht het tot minister van Financiën.

## Andere bestemming
De eerste en oorspronkelijke brouwerij noemde men in de volksmond Den Kleinen Tack en was gelegen nabij de Broelkaai in het toenmalige Kapucijnenbeluik. De andere stond aan de overzijde van de Leie, in de Hangboogstraat, die Den Groten Tack werd genoemd.
Pieter Frans Ignatius Tack begon in 1760 met het brouwen van bier, maar het was onder zijn beide zonen dat het bedrijf opgesplitst werd in twee vestigingen. Pieter Frans vestigde zich in Handboogstraat en werd de grootste van de twee. Het was echter Den Kleinen Tack die het langst en tot eind 1962 bleef brouwen.
De koelingstoren van Den Kleinen Tack werd gebouwd in 1948 omwille van de groeiende vraag naar bier van lage gisting, geproduceerd onder de naam Orta-Pils. De nu genaamde Tacktoren of Budatoren werd in 1998 gerestaureerd en omgebouwd tot kunstencentrum door architecten Lieven Achtergael en Stéphane Beel en is een deel van het Buda Kunstencentrum dat wordt gebruikt door verscheidene culturele en artistieke verenigingen.